# Caldo soffocante
Pour plus de détails, voir Fiche technique et Distribution.
Caldo soffocante est un film italien réalisé par Giovanna Gagliardo et sorti en 1991.

## Synopsis
Marie-Christine, divorcée et ayant des emplois précaires, principalement en tant qu'interprète, trouve par hasard un sac avec un billet d'avion et un passeport pendant la Coupe du monde de football 1990. Elle se met à la recherche de Myriam, la femme à qui appartient le passeport, mais se retrouve confrontée à de nombreux personnages étranges, notamment Giuliano, un jeune homme cynique et de mauvaise humeur qui prétend être le propriétaire du sac. Les raisons pour lesquelles quelqu'un ne veut pas que Myriam prenne son avion sont et restent obscures, mais Marie Christine est déterminée à la retrouver pour qu'elle puisse partir, car comme elle le dit à Gaetano Castelli (Gabriele Ferzetti) : « J'aime les gens qui partent ». Au cours de ses enquêtes, dans la Rome chaotique de la Coupe du monde, Marie Christine assiste à une fête qui dure toute la nuit et se termine à l'aube, où l'on aperçoit l'écrivain Alberto Moravia. Une fois la fête terminée, Marie-Christine retourne chez elle mais elle trouve son appartement ravagé par des voleurs. Un appel téléphonique lui suggère alors un endroit d'aller retrouver Giuliano qui l'attend.

## Fiche technique
- Titre : Caldo soffocante
- Réalisation : Giovanna Gagliardo
- Scénario : Giovanna Gagliardo
- Photographie : Giuseppe Lanci et Cristiano Pogany
- Décors : Lorenzo Balardi
- Costumes : Gianna Gissi
- Son : Mario Dallimonti
- Montage : Roberto Perpignani
- Musique : Gianluca Podio
- Pays d'origine :  Italie
- Production : Reteitalia - Silvio Berlusconi Communications - BOA
- Durée : 101 minutes
- Date de sortie : Italie - 16 mai 1991

## Distribution
- Christine Boisson : Marie Christine
- Ennio Fantastichini : Giuliano Ferrini
- Fiorenza Marchegiani : Francesca
- Maurizio Fardo (it) : Maurizio
- Raffaella Offidani : Myriam
- Valeria Fabrizi : La maîtresse de la villa
- Tony Sperandeo : L'aide de Giuliano
- Brando Fanano : Pietro
- Filippo Fanano : Paolo
- Camilla Adami : La peintre
- Gabriella Saitta (it) : Monica
- Cinzia Leone : Brunella
- Jacques Sernas : Le président
- Laura Betti : Laura
- Gabriele Ferzetti : Gaetano Castelli

## Sélection
- Festival de Cannes 1991 : sélection de la Quinzaine des réalisateurs[1].